# Olios correvoni choupangensis
Olios correvoni là một phân loài nhện trong họ Sparassidae.
Loài này thuộc chi Olios. Olios correvoni choupangensis được Roger de Lessert miêu tả năm 1936.